# 松島庄汰
松島 庄汰（まつしま しょうた、1990年12月26日 - ）は、日本の俳優。兵庫県尼崎市出身。アミューズ所属。

## 略歴
履正社学園豊中中学校出身。尼崎から自転車で通った。中高一貫コースではなく、他校の難関校を目指す3か年独立コースで3年間勉学に勤しみ、難関で偏差値の高いことで有名な立命館守山高等学校を受験、合格している。
高校時代は、ハンドボール部を立ち上げてキャプテンを務めた。水泳歴は6年以上になる。バスケは、漫画『SLAM DUNK』がきっかけで始めた。周りから「バスケしかイメージがない」と言われるほど、熱中していた。
2007年9月17日、「アミューズ30周年記念オーディション」で応募者65,368人の中から準グランプリに選ばれる（特典はTOYOTAインターネット広報出演権）。
2009年、大学進学と同時に上京し、俳優業を開始。同年12月26日、自身の19歳の誕生日にオフィシャルブログを開設した。

## 人物
- 趣味は音楽鑑賞。好きな言葉は「一生懸命」。愛称は庄汰、まっちま。
- 特技はハンドボール、水泳、バスケットボール、どんな髪も縦に立てられること。髪を逆立てる特技は、アミューズ30周年記念オーディションの最終審査で披露。フランス人の友人が助っ人として訪れるも、髪の長さと外国人特有の髪の柔らかさを遺憾なく発揮され、一切重力に逆らえずに失敗した。しかし、訳の分からなさとインパクトで会場は大きな笑いに包まれ、総応募者65,368人の中から、準グランプリTOYOTAインターネット広告出演賞を受賞[3]。
- 役者を目指すきっかけはテレビドラマ『GOOD LUCK!!』の堤真一に憧れを抱いたことであった。
- 英語・数学を得意とする[4]。特に数学が得意で、高校時代は模試で近畿1位の成績を残している。と同時に、世界史は5点だったことも明かしている[5]。

### 人物像
役者仲間の渡部秀は、インタビューで"とても気さくで、受け入れの間口が広い方だ"と語る。同じく役者仲間の松田凌は、「昔から変わらない良さがあり、カッコいい。持ち前の天性で、お芝居でもナチュラルさがある」と絶賛している。また、同事務所の水田航生は「真面目で礼儀正しい」と語る。仕事終わりには、お礼のメールを欠かさないのだそうだ。

### エピソード
『仮面ライダードライブ』関連
2014年に『仮面ライダードライブ』へレギュラー出演するが、それ以前にも仮面ライダーシリーズのオーディションに参加する常連であった。チーフプロデューサーの大森敬仁は起用の理由として、芝居的・人間的に成長したことを挙げている。
演じるブレンのキャラクターは当初はよりクールな人物像であったが、メイン脚本家の三条陸が、松島の端正な顔立ちと真面目で感情の機微を読み取る力を見込み、感情表現豊かなキャラクター像にしていったと述べている。
松島もアドリブを含む現場の要求に応え、すべての芝居において悔いの残らないよう全力で演じ切ることを念頭においていたとしている。上記のように、ブレンの演技は途中からコミカルさをも要求されるようになったため、毎回アドリブを考えることは大変だったが、放送後の反響があったことで楽しいと手ごたえを感じるようになったという。

## 出演

### テレビドラマ
- ゴッドハンド輝（2009年4月 - 5月、TBS） - 黒田光一 役
- 第9回テレビ朝日21世紀新人シナリオ大賞「臨月の娘」（2010年3月6日、テレビ朝日） - 高橋誠二 役
- Q10（2010年10月 - 12月、日本テレビ） - 伊坂幸次 役
- 花ざかりの君たちへ〜イケメン☆パラダイス〜2011（2011年7月 - 9月、フジテレビ） - 桂真史 役
- マネキン・ガールズ（2011年11月7日・8日、BS-TBS） - ショータ 役
- ステップファザー・ステップ（2012年1月 - 3月、TBS） - 桜庭正義 役
- ドラマ10 つるかめ助産院〜南の島から〜（2012年8月 - 10月、NHK） - 渡隆志 役
- レジデント〜5人の研修医（2012年10月 - 12月、TBS） - 長谷川誠 役
- 積木くずし 最終章（2012年11月23日/24日、フジテレビ） - 高村介護士 役
- BAD BOYS J（2013年5月4日/11日、日本テレビ） - 鈴原真一 役
- 夜のせんせい 第6話（2014年2月21日、TBS） - 三条LULU 役
- 仮面ライダーシリーズ
  - 仮面ライダードライブ（2014年10月12日 - 2015年8月30日、テレビ朝日） - ブレン 役
  - 手裏剣戦隊ニンニンジャーVS仮面ライダードライブ 春休み合体1時間スペシャル（2015年3月29日、テレビ朝日） - ブレン 役
- 馬子先輩の言う通り（2015年10月10日 - 12月26日、フジテレビ） - 岡部豊 役[9]
- 警視庁ゼロ係〜生活安全課なんでも相談室〜 第3話（2016年1月29日、テレビ東京） - 神崎正勝 役
- CRAZY（2016年10月5日 - 12月21日、TOKYO MX） - 樫木泰史 役
- スター☆コンチェルト 第2話 （2017年1月18日、TOKYO MX） - 瀧山 光汰 役
- BSスカパー!オリジナルドラマ「弱虫ペダル Season2」（2017年8月18日 - 12月22日、BSスカパー） - 石垣光太郎 役
- 崖っぷちホテル 最終話（2018年6月17日、日本テレビ）
- いつかこの雨がやむ日まで （2018年8月4日 - 9月29日、フジテレビ）- 松永裕人 役
- 明治東亰恋伽（2019年、テレビ神奈川） - 岩崎桃介 役
- シャーロック 第10話（2019年12月9日、フジテレビ） - 津崎洋平 役
- 科捜研の女 season21 第7話（2021年12月2日、テレビ朝日） - 大橋剣人 役
- こんなところで裏切り飯 第2話（2024年1月26日、中京テレビ）- 長野支社の社員 役[10]

### 海外ドラマ
- 武則天 -The Empress-（武媚娘传奇）（中国、2014年 - 2015年、湖南衛星テレビ） - 物部天守 役
- きもの秘伝（กลกิโมโน / Kol Kimono）（タイ、2015年4月 - 7月、BEC-Channel 3） - ケンジ 役

### テレビバラエティ
- ごちダン・レシピ（2012年4月 - 7月、BS朝日）
- 金曜ナミダメ劇場（2012年10月 - 3月、BS-TBS） - ナミダメコンシェルジュ
- 100万円モバイルシャーロック〜スマホで謎解き〜（2013年10月 - 3月、nottv） - ワトソン 役
- モバシャで100万円GET!〜へっぽこワトソンと居残り特訓（2014年1月 - 3月、nottv） - ワトソン 役
- 100万円モバイルシャーロックII〜スマホで謎解き〜（2014年10月 - 、nottv） - ワトソン 役
- みんなのニュース第1部『Hopper』（2016年8月8日 - 9月30日、フジテレビ） - 火曜日のみ

### 映画
- ソフトボーイ（2010年6月19日、東映） - ヤマモト 役
- 大奥 （2010年10月1日、松竹） - 柏木 役
- もし高校野球の女子マネージャーがドラッカーの『マネジメント』を読んだら（2011年6月4日、東宝） - 新見大輔 役
- クジラのいた夏（2014年5月3日、ユナイテッドエンタテインメント） - J（ジェイ） 役
- 青鬼 ver2.0（2015年7月、AMGエンタテインメント） - 卓郎 役
- 仮面ライダーシリーズ（東映）
  - 仮面ライダー×仮面ライダー ドライブ&鎧武 MOVIE大戦フルスロットル（2014年12月13日） - ブレン 役
  - 劇場版 仮面ライダードライブ サプライズ・フューチャー（2015年8月8日） - ブレン 役
  - 仮面ライダー×仮面ライダー ゴースト&ドライブ 超MOVIE大戦ジェネシス（2015年12月12日） - ブレン 役
- マックスマンシリーズ （KATSU-do）- 堀北海斗 役
  - Bros.マックスマン（沖縄国際映画祭：2016年4月23日上映 / 京都国際映画祭：2016年10月14日上映、2017年1月7日公開）
  - N.Y.マックスマン（沖縄国際映画祭：2017年4月21日・22日上映 / 京都国際映画祭：2017年10月14日上映、2018年2月17日公開）
- 勝手にふるえてろ（2017年12月23日）- 高杉 役
- 明治東京恋伽（2019年6月21日）- 岩崎桃介 役
- わたしの幸せな結婚（2023年3月17日、東宝） - 宮田建祐 役
- Amuse Presents SUPER HANDSOME LIVE 2022 “ROCK YOU! ROCK ME!!”（2023年5月、ライブ・ビューイング / 松竹）[11]

### ウェブドラマ
- ケータイ小説ドラマ「そして世界は全て変わる」（2012年8月、iTunes / GyaO! / DMM.com他） - 芹沢錬太朗 役
- ベイビーステップ（インターネット放送：2016年7月22日 - 9月23日、Amazonプライム・ビデオ / テレビ放送：2017年7月3日 - 、TOKYO MX） - 江川逞 役
- Jimmy〜アホみたいなホンマの話〜（2018年7月、Netflix） - 前田政二 役
- ドライブサーガ 仮面ライダーブレン（2019年4月28日・5月5日、東映特撮ファンクラブ） - 主演・ブレン / 仮面ライダーブレン 役[12]
- 仮面ライダーアウトサイダーズ ep.4, 6, 7（2023年10月1日・2024年9月29日・12月22日、東映特撮ファンクラブ） - ブレン / 仮面ライダーブレン 役[13]

### オリジナルビデオ
- メイキング・オブ クジラのいた夏 僕等のモラトリアム撮影日記（2014年1月、ポニーキャニオン）
- 仮面ライダーシリーズ
  - 仮面ライダードライブ シークレット・ミッション type TV-KUN ハンター&モンスター! 超怪盗の謎を追え!（2014年11月26日） - ブレンロイミュード（声）
  - 仮面ライダードライブ シークレット・ミッション type ZERO 第0話 カウントダウン to グローバルフリーズ（2014年12月13日） - ロイミュード（声） 役
  - 仮面ライダードライブ シークレット・ミッション type TOKUJO（2015年 - 2016年） - ブレン 役
  - ドライブサーガ
    - ドライブサーガ 仮面ライダーチェイサー（2016年4月20日） - ブレン 役
    - ドライブサーガ 仮面ライダーマッハ/仮面ライダーハート（2016年11月16日） - ブレンの声 役
- トヨタWEBコマーシャル、あしたのハーモニー特集「ツナガリって、いいねえ。」編（2008年）共演:村川絵梨
- 日本コカコーラ　キャンペーン広告（2010年2月 - ）
- 秩父紅葉特急2015 仲直り編（2015年10月 - ）
- P&G ファブリーズ マイクロミスト（2018年12月 - ）

### 携帯小説
- Seventeen携帯小説「夏色ハート〜ありさとショウタの夏恋物語〜」
- 集英社ピンキー文庫「虹のように消えてゆく」※カバーモデル
- 集英社ピンキー文庫「天使のように舞い降りる」※カバーモデル
- 集英社ピンキー文庫「通学条件」※カバーモデル

### 舞台
- オフィスインベーダー「方舟」（2011年11月9日 - 13日、俳優座劇場）
- ストレイドッグプロモーション ZUMASH STUDIO Vol.2 「GIRLS PRISON OPERA」（2012年6月27日 - 7月1日、テアトルBONBON）
- アミューズ「見上げればあの日と同じ空」（2013年4月4日 - 15日、紀伊國屋ホール）
- ドリーム・プラス「朗読劇 しっぽのなかまたち3」（2013年11月22日・30日、銀河劇場）
- アミューズ「見上げればあの日と同じ空（再演）」（2014年5月21日 - 31日、本多劇場/サンケイホールブリーゼ）
- リーディングドラマ「朝彦と夜彦1987」（2015年10月29日 - 11月3日、赤坂RED/THEATER）
- 里見八犬伝（2017年4月15日 - 5月27日）
- 朗読劇『季節が僕たちを連れ去ったあとに』「寺山修司からの手紙」山田太一編より（2017年10月6日 - 12日、あうるすぽっと）
- 演劇集団Z-Lion（ジーライオン） 第9回公演「夢のLife twoトゥライフ」（2017年10月25日 - 29日、新宿シアターサンモール）
- イヌッコロ☓ACTOLI☓シザーブリッツ トリプルコラボ公演 第４弾 舞台「バリスタと恋の黒魔術」（2017年12月20日 - 26日、新宿村LIVE）
- 99才まで生きたあかんぼう（2017年2月22日 - 3月4日、よみうり大手町ホール、3月6日 - 7日、名古屋市芸術創造センター、3月20日、福岡市民会館大ホール、3月24日、シアター・ドラマシティ）
- エン＊ゲキ#３「ザ・池田屋！」作・演出 池田純矢（2018年4月20日 - 30日、紀伊國屋ホール、5月12日 - 13日、ABCホール）
- 朗読劇「予告犯」（2018年9月15日・17日・19日、あうるすぽっと） - ゲイツ 役
- STRAYDOG Produce「竜二 〜お父さんの遺した映画〜」（2018年10月24日 - 28日、シアターグリーン）
- 東根作寿英俳優生活30周年記念公演「Boss&Police～ガケデカ後藤誠一郎～」（2019年1月9日 - 13日、CBGKシブゲキ!!）
- RISU PRODUCE vol.22 20周年記念公演 第二弾「ゼロ番区」（2019年4月24日 - 29日、赤坂RED/THEATER）主演
- リーディング劇「四季の庭」（2019年5月23日 - 26日、六本木トリコロールシアター）
- 崩壊シリーズ 第3弾『派』（2019年10月18日 - 11月4日、俳優座劇場、11月9日 - 11日、松下IMPホール、11月13日、電力ホール、11月18日、富山県教育文化会館、11月20日、北國新聞赤羽ホール、11月21日、日本特殊陶業市民会館、11月23日 - 24日、イムズホール）
- OFFICE SHIKA PRODUCE「罪男と罰男」（2020年3月19日 - 3月21日、ABCホール）[注釈 1] W主演 森日出男 役
- PARCO劇場オープニング・シリーズ「ゲルニカ」（2020年9月4日 - 11月1日、 PARCO劇場 / 京都劇場 / りゅーとぴあ 新潟市民芸術文化会館・劇場 / 穂の国とよはし芸術劇場PLAT 主ホール / 北九州芸術劇場 大ホール）
- OFFICE SHIKA PRODUCE「秘剣つばめ返し」（2021年1月17日 - 24日、座・高円寺1 / 1月28日 - 31日、ABCホール）- W主演　佐々木小次郎 役[14]
- 「染、色」（2021年5月下旬 - 、東京グローブ座 / 6月下旬 - 、梅田芸術劇場シアター・ドラマシティ） - 北見 役
- エン＊ゲキ#05 「-4D-imetor」（2021年8月5日　- 8月15日　紀伊國屋ホール/    8月28日 - 8月29日　COOL JAPAN PARK OSAKA TTホール） - 明智小次郎 役
- 「告白」（2022年1月18日 - 2月4日　浅草九劇）- 江夏祥太郎 役
- 浪花節シェイクスピア「富美男と夕莉子」（2022年5月4日-17日紀伊國屋ホール/ 5月29日-30日梅田芸術劇場シアター・ドラマシティ）
- 劇団鹿殺し 活動20周年記念公演vol.2「ランボルギーニに乗って」（2022年7月8日-7月18日あうるすぽっと/7月22日-7月24日近鉄アート館）
- アンタッチャブル・ビューティー ～浪花探偵狂騒曲～ （2022年9月17日-9月25日大阪松竹座）桜井譲役
- 「沈丁花」（2022年12月16日-12月20日KAAT神奈川芸術劇場大スタジオ）
- unrato#9「Our Bad Magnet」（2023年4月6日-4月16日東京芸術劇場 シアターウエスト）
- Nana Produce Vol・20 「チノハテ」 （赤坂RED/THEATER）
- 橋からの眺め（2023年）
- 笑わせんな（2024年2月8日 - 18日、本多劇場）[15]
- 白蟻（2024年6月6日 - 9日、KAAT神奈川芸術劇場 大スタジオ）[16]
- Z-Lion 2024 STAGE「a Novel 文書く show」（2024年7月12日 - 21日、俳優座劇場）[17]
- あやめ十八番 第十六回公演「雑種 小夜の月」（2024年8月12日、座・高円寺1） - 日替わりゲスト[18]
- unrato#12「Silent Sky」（2024年10月18日 - 27日、俳優座劇場 / 11月1日 - 4日、ABCホール） - ピーター・ショー 役[19]
- シス・カンパニー公演「昭和から騒ぎ」（2025年5月25日 - 6月16日、世田谷パブリックシアター / 6月20日 - 23日、SkyシアターMBS / 6月27日 - 29日、キャナルシティ劇場 / 7月4日 - 6日、カナモトホール / 7月9日 - 10日、函館市民会館）[20][21]
- CCCreation Presents「近松心中物語」（2025年10月18日 - 26日〈予定〉、KAAT神奈川芸術劇場 大スタジオ）[22]

### イベント
- 「Amuse presents THE GAME 〜Boy's Film Show〜」（2009年8月14日 - 9月23日、アミューズ）※フィルム出演
- 「Seventeen夏の学園祭2009」（2009年8月18日、集英社）
- 「SUPER HANDSOME LIVE 2009 ♂男 da 男!!♂」（2009年12月29日 - 30日、アミューズ）
- 「Seventeen夏の学園祭2010」（2010年8月18日、集英社）
- 「Amuse presents THE GAME 〜Boy's Film Show〜 2010」（2010年8月2日 - 15日、アミューズ）※フィルム出演
- 「Amuse presents SUPER ハンサム LIVE 2010」（2010年12月29日 - 30日、Zeep Tokyo、アミューズ）
- 「関西コレクション 2011 S/S」（2011年2月11日、関西コレクション実行委員会）
- 「札幌コレクション 2011」（2011年4月29日、札幌コレクション実行委員会）
- 「non-no チャリティ nonコレ」（2011年5月21日、集英社）
- 「Amuse presents SUPER ハンサム LIVE 2011」（2011年12月26日 - 28日、パシフィコ横浜 国立大ホール、アミューズ）
- 「non-no 春コレ 2012」（2012年4月1日、集英社）
- 「Amuse presents SUPER ハンサム LIVE 2012」（2012年12月26日 - 28日、パシフィコ横浜 国立大ホール、アミューズ）
- 「Amuse presents SUPER ハンサム LIVE 2013」（2013年12月26日 - 27日、舞浜アンフィシアター、アミューズ）
- 「居酒屋×庄汰 50回放送&一周年記念イベント〜懺shoお見舞い申し上げます。これが最後のizasho??〜」（2014年9月6日、ストラボ東京）
- 「松島庄汰 2015年カレンダー　発売記念サイン会」（2014年12月13日）
- 「Amuse presents SUPER ハンサム LIVE 2014」（2014年12月26日 - 28日、パシフィコ横浜 国立大ホール、アミューズ）
- 超英雄祭（2015年1月18日、東京国際フォーラム）
- 仮面ライダードライブ スペシャルイベント 特殊状況下事件捜査ファイル Case.1 なぜゴールデンウィークの新高輪は熱いのか（2015年5月3日 - 4日、グランドプリンスホテル新高輪飛天） - ブレン 役
- テレビ朝日・六本木ヒルズ 夏祭り SUMMER STATION 夏映画スペシャルイベント（2015年7月20日、7月23日、8月4日、六本木ヒルズアリーナ、テレビ朝日）- ブレン 役
- 仮面ライダードライブファイナルステージ&番組キャストトークショー（2015年10月4日、オリックス劇場、2015年10月11日 - 12日、中野サンプラザ）- ブレン / 仮面ライダードライブタイプテクニック（声）役
- ドラマ『馬子先輩の言う通り』スペシャルトークショー （2015年12月19日、中山競馬場）
- HANDSOME FESTIVAL 2016（2016年12月17日 - 18日、TOKYO DOME CITY HALL、12月29日、東京国際フォーラム）
- Act Against AIDS 2018 「THE VARIETY 26」（2018年12月1日、日本武道館）
- シーエイティプロデュース『ステージ・シネマ　コレクション　vol.2』（2019年8月9日、DDD青山クロスシアター）
- ～崩壊シリーズ～第三弾『派』開幕前スペシャルトークライブ（2019年10月7日、LOFT9 Shibuya）
- SUPER HANDSOME LIVE「JUMP↑ with YOU」（2020年2月16日、両国国技館）
- Amuse Presents SUPER HANDSOME LIVE 2022 “ROCK YOU! ROCK ME!!”（2022年12月29日30日、LINE CUBE SHIBUYA）
- AFTER HANDSOME CINEMA TOUR “SHOW YOU! SHOW ME!!”
- Amuse Presents SUPER MATSUMIZU LIVE 2024 （2024年1月7日、恵比寿ザ・ガーデンルーム）
- Amuse Presents SUPER HANDSOME LIVE 2024「WE AHHHHH!」（2024年3月22日 - 24日、LINE CUBE SHIBUYA）

### 玩具
- DXシフトライドクロッサー&シフトハートロン（2016年11月） - ブレン 役

### その他
- 恋チョコ 「ビタースイートエンジェル　アンジュの恋」 - パピヨン 役
- 松島庄汰×水田航生 HARUTABI 〜春なので、旅に出ます。〜（2011年、アミューズモバイル限定ムービー）
- 松島庄汰×水田航生 AKITABI 〜秋なので、旅に出ます。〜（2011年、アミューズモバイル限定ムービー）
- 居酒屋×庄汰（2013年9月 - 2014年9月、ストラボ東京）